# 芹沢直樹
芹沢 直樹（せりざわ なおき、1976年9月13日 - ）は、日本の漫画家。男性。

## 作品リスト
- T.R.Y.（原作: 井上尚登、『月刊少年エース』連載、全1巻）
- ナツキ×ハイジ（『ヤングチャンピオン』連載）
- 迷探偵史郎シリーズ（『週刊少年チャンピオン』2000年23・24号 - 2002年1号、全9巻）
- サムライマン（『週刊少年チャンピオン』2002年21号 - 47号、全3巻）
- 猿ロック（『週刊ヤングマガジン』2004年 - 2009年、全22巻）
  - 猿ロック REBOOT（『ヤングキングBULL』2018年 - 、既刊9巻）
  - サイトウクロニクル〜ヘヴンズクロウ風雲立志〜（『ヤングキングBULL』2020年 - 、既刊1巻）
- ルシフェルの右手（『モーニング』2010年 - 2011年、全6巻）
- アルけん女子部（スーパージャンプ特別編集増刊『まんぷくジャンプ』、2011年、読切）
- バイオハザード〜マルハワデザイア〜 （原作：カプコン、『週刊少年チャンピオン』（秋田書店）2012年13号 - 2013年33号、全5巻）
- ビリオンドッグズ（原作:金城宗幸、『マンガボックス』、2013年 - 2017年、全4巻）
- バイオハザード〜ヘヴンリーアイランド〜 （原作：カプコン、『週刊少年チャンピオン』（秋田書店）2015年7号 - 2017年10号、全5巻）
- サイコバンク（『月刊ヤングマガジン』（講談社） - 2018年7月号）
- ママはスポーツドクター（『週刊漫画ゴラク』連載）
- 私の家はラブホテル（『まんが王国コミックス』ビーグリー、2020年9月 - ）
- 東京デスレース（『マガジンポケット』2024年12月20日[1] - 連載中）

### その他
- セブンズシーフ（キャラクターデザイン）
- ジビエート（モンスターデザイン）